# Colibrí amazília cuaverd
El colibrí amazília cuaverd (Elliotomyia viridicauda) és una espècie d'ocell de la família dels troquílids (Trochilidae) que habita els matolls dels Andes del centre i sud del Perú.